# Oribatella crassipilosa
Oribatella crassipilosa är en kvalsterart som beskrevs av Bernini 1975. Oribatella crassipilosa ingår i släktet Oribatella och familjen Oribatellidae. Inga underarter finns listade i Catalogue of Life.